# 2009年パルマノバ爆弾事件
2009年パルマノバ爆弾事件(スペイン語: Atentado de Palma Nova de 2009)は、2009年7月30日にスペイン・マヨルカ島にあるグアルディア・シビル（治安警察）の兵舎の外側で吸着地雷が爆発したテロ事件。
この爆弾は警察車両の下部に設置されており、爆発によって治安警察の警官2人が死亡した。さらにこの兵舎近くで、治安警察が使用する車の下部から第二の爆弾が発見されたが、警察が安全を確認した上で爆破された。8月9日には、バスク地方分離独立主義組織「バスク祖国と自由(ETA)」が7月30日の攻撃について犯行声明を出した。この声明と同日にはバレアレス諸島州の州都であるパルマ・デ・マヨルカのレストランやショッピングセンター周辺でも4つの爆弾が爆発したが、これらの爆弾で負傷者はでなかった。ETAによるマヨルカ島での攻撃は1995年夏にフアン・カルロス1世を殺害しようとして以来であり、2007年にフランスのカップブルトンでスペイン人治安警察官2人を殺害して以来の死者を出す攻撃だった。この攻撃は、スペイン国王による毎年恒例のマヨルカ島訪問の前日に、またETAの設立50周年記念日の前日に起こった。この爆弾事件は2006年マドリード＝バラハス空港爆弾事件後初めて、スペイン領土で死者が出たETAの攻撃となった。

## 背景

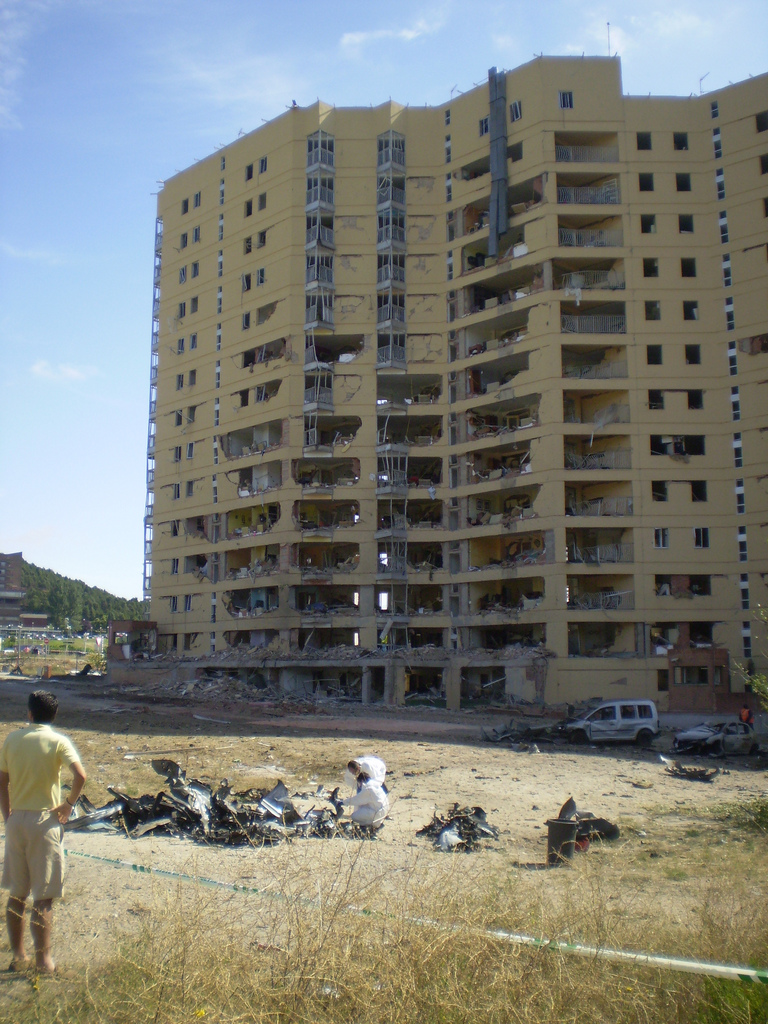
直前の7月29日に起こったブルゴス爆弾事件の現場

ETAは2006年中頃にバスク紛争の停戦を宣言し、ETAの関連政党であるバタスナ、ETA、バスク州政府、スペイン政府の間で対話が開始された。しかし、12月30日にはETAが2006年マドリード＝バラハス空港爆弾事件を実行して休戦を破ったため、スペイン政府らとの和平交渉は打ち切られていた。2007年6月、ETAは正式に休戦の終了を宣言し、スペイン各地での攻撃を再開した。スペイン警察やフランス警察によって数十人のメンバーが逮捕されたが、組織が攻撃を実行する能力を失うことはなかった。
2009年5月にはバスク民族主義党(PNV)のフアン・ホセ・イバレチェに代わってバスク社会党(PSE-EE)のパチ・ロペスがバスク州首相（レンダカリ）に就任し、1979年の自治州成立後初めて、バスク民族主義者ではない首相が誕生した。6月19日、ETAはビスカヤ県ビルバオ近郊のアリゴリアガで、車の下部に設置した爆弾でエドゥアルド・プエリェス・ガルシア警部を殺害した。7月9日にはビスカヤ県ドゥランゴにある社会労働党の支部で強力な爆弾を爆発させたが、負傷者はいなかった。
2009年7月末、ETAが「夏のキャンペーン」を準備していると報じられ、スペイン警察は組織がすでに爆弾を仕掛けたとされるバン数台を捜索した。7月29日には2009年ブルゴス爆弾事件が起こった。カスティーリャ・イ・レオン州ブルゴス県ブルゴスの治安警察の兵舎前に駐車された、300kgの爆発物を乗せたバンが爆発し、幸いにも死者は出なかったが、女性や子供を含む65人が負傷した。ETAの攻撃によって1人以上の死者が出たのは、2007年以降ではパルマノバの爆弾事件が初めてだった。2007年12月2日、フランス領バスクのアキテーヌ地域圏ランド県カップブルトンで、潜入捜査中の2人のスペイン人治安警察官が射殺された。
バレアレス諸島州はETAが標的とすることの少ない地域であり、ETAがマヨルカ島で殺人事件を起こしたのは、この攻撃が初めてだった。死者が出なかった攻撃はいくつかあり、1977年8月18日には海岸沿いの遊歩道に爆弾が仕掛けられたが不発だった。1991年7月31日にはパルマ・デ・マヨルカで2つの爆弾が爆発して2人が負傷し、その2か月後には、パルマ・デ・マヨルカの中心的なビーチで自動車爆弾が爆発している。1995年夏にはスペイン国王フアン・カルロス1世を殺害しようとしたが、スペイン当局は爆発前に爆弾を解体した。組織は2005年に再びマヨルカ島でフアン・カルロス1世の殺害を試みたが失敗した。

## 攻撃
マヨルカ島のカルビアはバレアレス諸島州の州都パルマ・デ・マヨルカの西隣にある自治体であり、パルマノバはカルビアの中でも特に観光地として名高い海岸である。2009年7月30日の午後1時50分、治安警察の日産自動車製の警察車両の下部に設置された3kgの爆弾が爆発し、警察車両は火に包まれた。警官のカルロス・サエンス・デ・テハーダとディエゴ・サルバ・レサウンが死亡したが、一方の警官は即死であり、もう一方の警官も上級救急救命士でも蘇生には至らなかった。ふたりの警官は爆弾が爆発した際には警察車両に乗車していた。この警察車両が駐車していたのは、警察所、治安警察の兵舎、その他の機能を持つスペイン政府が所有する建物に面したナ・ボイラ通りである。この地域には多くのホテルがあり、主にドイツ人やイギリス人などの外国人観光客が爆風を目撃した。
この攻撃後、当局はこの地域に別の爆弾が仕掛けられていないか捜索を開始し、治安警察はマヨルカ島にあるすべての兵舎の捜索を命じられた。この直後、最初の爆弾が爆発した地点から1km離れた兵舎の正面に停車していた、治安警察の日産製警察車両に装着された爆弾を警察犬が発見した。この地域は封鎖され、人々は民家やホテルから避難した。午後6時30分、治安警察の爆弾処理班であるTEDAXは、警察の制御下での爆発を実行した。爆弾は破壊された車の中に置かれており、それゆえに使用されなかった。

### 犠牲者
- ディエゴ・サルバ・レサウン
  - 1981年、ナバーラ州パンプローナ生まれ。27歳だった。マヨルカ島に在住していた。2008年8月25日に治安警察に入隊した。2009年1月31日に研修生として働きはじめたが、その数か月後にはバイク事故を起こし、数週間の昏睡状態にあった。ケガからの回復後、爆弾事件が起こるわずか4日前にパルマノバ兵舎に配属された[13]。サルバはパルマ・デ・マヨルカに埋葬された[17]。

- カルロス・サエンス・デ・テハーダ・ガルシア
  - 1980年、カスティーリャ・イ・レオン州ブルゴス県ブルゴス生まれ。28歳だった。高校での勉学を終えた後、国家警察を志したが入学に失敗し、ブルゴス県カスティリーリョ・デル・バル（スペイン語版）の軍兵舎に駐留しているスペイン軍の一員となった。2008年2月18日に治安警察に加わり、7月19日にマヨルカ島に送られた。7月29日のブルゴス爆弾事件で被害を受けた親類がいた。テハーダは出身地のブルゴスに埋葬された[13][17]。

## 余波

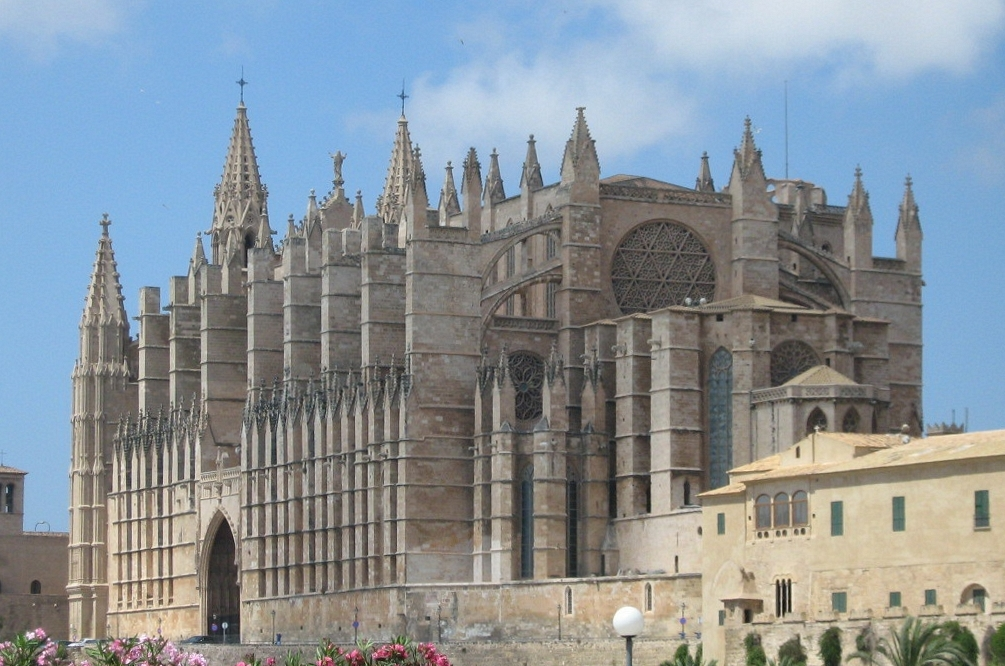
パルマ大聖堂

7月31日、パルマ・デ・マヨルカのパルマ大聖堂で亡くなった警官2人の葬儀が行われ、スペイン政府のホセ・ルイス・ロドリゲス・サパテロ首相、アストゥリアス公フェリペとその妻レティシアが参列した。その他には、最大野党である国民党(PP)のマリアーノ・ラホイ党首、アルフレード・ペレス・ルバルカバ内務大臣、バスク州のパチ・ロペス首相（レンダカリ）などが参列した。大聖堂の外には少なくとも2,000人が集まり、また死者の記憶に対してスペイン全土で黙祷がささげられた。

### 鳥かご作戦
犯人がまだ島内にいる可能性を疑い、治安警察と国家警察は鳥かご作戦と呼ばれる封鎖作戦を開始した。これはマヨルカ島の歴史の中で最大の犯人捜査だった。スペイン周辺では、2004年のマドリード列車爆破事件の時と同様の措置が取られた。島全体に検問が敷かれ、パルマ・デ・マヨルカ空港とすべての港湾が一時的に封鎖された。空港は午後4時に封鎖されたが、午後5時50分に再開され、いくつかの便が遅延した。その後、港湾も同様に再開された。
攻撃の翌日、スペイン警察は、爆弾事件に参加した可能性があるETAの6人のメンバーの写真を公開した。爆弾事件に関与している直接の証拠はないものの、警察はイツィアル・マルティネス・モレーノ、イラチェ・ヤネス・オルティス・デ・バロン、アルベルト・ベラサ・マチャイン、オロイツ・グルチャガ・ゴゴルサ、ヨアネス・ラレチェア・メンディオラ、イバン・サエス・デ・ハウレギ・オルティゴサの6人の名前を挙げた。一方、少なくとも1,600人の警官が漁業者を含めたマヨルカ島周辺の捜索活動のために配備された。8月中頃になってもまだ捜索が続けられていた。

### 反応
モンクロア宮殿での記者会見で、スペイン政府のホセ・ルイス・ロドリゲス・サパテロ首相は「テロリスト集団のETAによる」ふたつの爆弾事件を非難した上で、「彼らは逃げられない。彼らは自由ではない。彼らは裁判から逃れられない。彼らは逮捕されるだろう。彼らは判決を受けるだろう。彼らは刑務所で過ごすだろう」と述べ、彼らのメンバー全員を裁判にかけることを誓った。8月1日、フアン・カルロス1世が毎年恒例の夏季休暇のためにマヨルカ島を訪れた際、国王はETAによる攻撃を非難し、「我々は彼らを止めるために戦わねばならない」と誓った。爆弾事件を世界各国の政府が非難した。
- 欧州委員会は爆弾事件を非難し、「スペイン国民とスペインの機関への総力を挙げた団結」を差し伸べた[28]。
- ドイツのアンゲラ・メルケル首相は攻撃を非難し、スペインのサパテロ首相に対して「テロリズムとの戦い」を支援するとした[29]。
- メキシコの外務事務官は警官殺害を非難した[30]。
- アルゼンチンのホルヘ・タハーナ外務大臣は、ETAによるマヨルカ島とブルゴスでの攻撃を非難した[31]。

## 8月の爆弾事件
ETAが7月30日の攻撃の責任を主張した8月9日、パルマ・デ・マヨルカ周辺の3軒の飲食店と1軒のショッピングセンターで計4個の爆弾が爆発した。これらの爆弾には少量の爆薬しか入っておらず、小規模な損害を与えたが、負傷者はいなかった。この攻撃に対して、ETAは3本の予告電話を行った。地元時間で午前11時16分、ETAの代表者を名乗る人物がカルビアの消防署に電話し、パルマ・デ・マヨルカにある3個の爆弾が爆発するだろうと警告した。約30分後、ETAの代表者を名乗る別の人物がバスク州ギプスコア県のタクシー会社に電話し、爆弾が爆発する場所や時間などの詳細を伝えた。最後に、ETAのメンバーは誤ってアンダルシア州コルドバの住民の個人的な携帯電話に電話し、マヨルカ島とは無関係のこの民間人に事件の内容を伝えた。当局は、犯人がそれぞれの電話に矛盾を含ませ、爆弾のありかに混乱をもたらしたと報じた。
コンテ・デ・サリェント通りにあるバルの「ニカ」で、正午に最初の爆弾が爆発した。当初、当局はガス爆発であると判断したため、この爆発は報じられなかった。午後2時25分、パルマ・デ・マヨルカの主要な砂浜の正面にあるレストラン「ラ・リゴレッタ」でふたつ目の爆弾が爆発した。午後4時、別のレストラン「エンコ」で3つ目の爆弾が爆発した。午後6時、パルマ・デ・マヨルカの中心広場に隣接したショッピングモールで4つ目の爆弾が爆発した。警察は予告電話で与えられた情報から標的を特定して人々を避難させるのに失敗したが、結局ひとりの負傷者も出なかった。

## 捜査
当局は即座に、ETAがマヨルカ島に常駐組織を持っているとする可能性を否定し、警察はこの攻撃がマヨルカ島に派遣された部隊によって実行されたとみた。最初の報告書では、犯人が爆弾を遠隔操作でオフに設定していたと述べられている。第二の爆弾が発見されるやいなや、警察はこの爆弾が時限装置を有していることと発表し、ETAのメンバーは攻撃の数日前に爆弾を設置して島を離れたと推測した。
しかし、マヨルカ島選出のラモン・ソシアス議員は、「治安部隊は、犯人がマヨルカ島を離れておらず、島に隠れてほとぼりが冷めるのを待っているとみている」と述べた。8月8日の爆弾事件には時限装置が使用されたため、アルフレード・ペレス・ルバルカバ内務大臣は犯人が攻撃前にマヨルカ島を離れていたとする仮説が「合理的」であることは認めたが、大臣はいかなる可能性も排除しなかった。すべての爆弾は女子トイレに埋められており、当局は2人の女性容疑者、イツィアル・マルティネス・モレーノとイラチェ・ヤネス・オルティスのどちらかによって爆弾が設置されたとみていた。

### 逮捕
8月19日、アルベルト・マチャイン・ベラサはフレンチ・アルプスに隣接するフランス・サヴォワ県ル・コルビエスキー場で逮捕された。彼は同じくETAのメンバー、アイツォル・エチャブル、アンドニ・サラソーラと一緒だった。彼らはETAの物流活動を担当しており、スペイン領で活動するETAの組織に武器や爆発物を供給する仕事を持っていた。彼らの逮捕によって、フランス領内の12の小規模な隠し場所に隠した爆発物の大部分が発見された。10月11日、ヨアネス・ラレチェアはフランスのガール県リヴィエールで、やはりETAのメンバーであるイウルギ・メンディヌエタ・ミンテギとともに逮捕された。
2010年1月10日、イラチェ・ヤニス・オルティスはスペイン＝ポルトガルの国境に近いスペインの町、カスティーリャ・イ・レオン州サモラ県ベルミーリョ・デ・サジャーゴで行われていた恒常的な検問に引っかかり、ポルトガルで逮捕された。ヤニス・オルティスはやはりETAのメンバーであるガリコイツ・ガルシア・アリエタとともに逮捕され、ガルシア・アリエタが運転していたバンは、10kgの爆発物、2丁の拳銃、1丁のライフル銃、爆弾製造用の材料を積載していた。2010年10月28日、彼女はスペインに引き渡された。